# Quartet per a piano núm. 1 (Brahms)
El Quartet per a piano núm. 1 en sol menor, Op. 25, fou compost per Johannes Brahms entre 1856 i 1861. Es va estrenar a Viena el 16 de novembre de 1862 amb el mateix Brahms al piano amb la col·laboració dels membres de la Quartet Hellmesberger. Igual que la majoria dels quartets per a piano està escrit per a piano, violí, viola i violoncel.

## Anàlisi musical
El quartet s'estructura en quatre moviments:
- 1. Allegro
- 2. Intermezzo: Allegro
- 3. Andante con moto
- 4. Rondo alla Zingarese: Presto. Aquest moviment és el primer de la seva obra que mostra una inclinació pels temes zíngars.

El primer moviment en la tonalitat de sol menor i compàs 4/4, està en la forma sonata. Comença immediatament amb el primer tema, una declaració declamatòria; aquest tema és la cel·la inicial que regeix el contingut de la resta del material musical de tot el moviment.
El segon moviment, un Intermezzo amb Trio, està en do menor i compàs de 3/4. Té una forma ternària i te la funció com un scherzo, el segon o tercer moviment tradicional d'un quartet de piano. Els temes melòdics són bastant lírics. L'intermezzo flueix entre el mode major i el menor i acaba finalment en do major. El trio, en la ♭ major, és més ràpid i menys agitat que l'intermezzo.
El tercer moviment, Andante, és un moviment lent en forma ternària. Està en la tonalitat en mi ♭ major en compàs de 3/4 triple. El primer tema és molt líric. La segona secció està en do major i comença amb forts acords amb ritmes de puntet per al piano sol. El segon tema, en si mateix, és exuberant i rítmicament enèrgic.
El quart moviment és un Rondó ràpid (indicació 'Presto') que es troba en sol menor en compàs 2/4. El subtítol "Rondo alla zingarese" li ha donat el sobrenom de "Gypsy Rondo" (Rondó gitano). Com molts dels finals de Brahms, hi ha com a tema principal una idea veloç, rítmica, tonal i, alhora, senzilla. El disseny formal és: ABACDBCADCBA.
| Piano Quartet in G minor: I. Allegro                                                                                             |
| |
| Interpretat per Roxana Pavel Goldstein (violí), Elias Goldstein (viola), Stephen Balderston (violoncel), i Mathew Ganong (piano) |
| |